# عملة معدنية رأس الحرية 1913 فئة النيكل

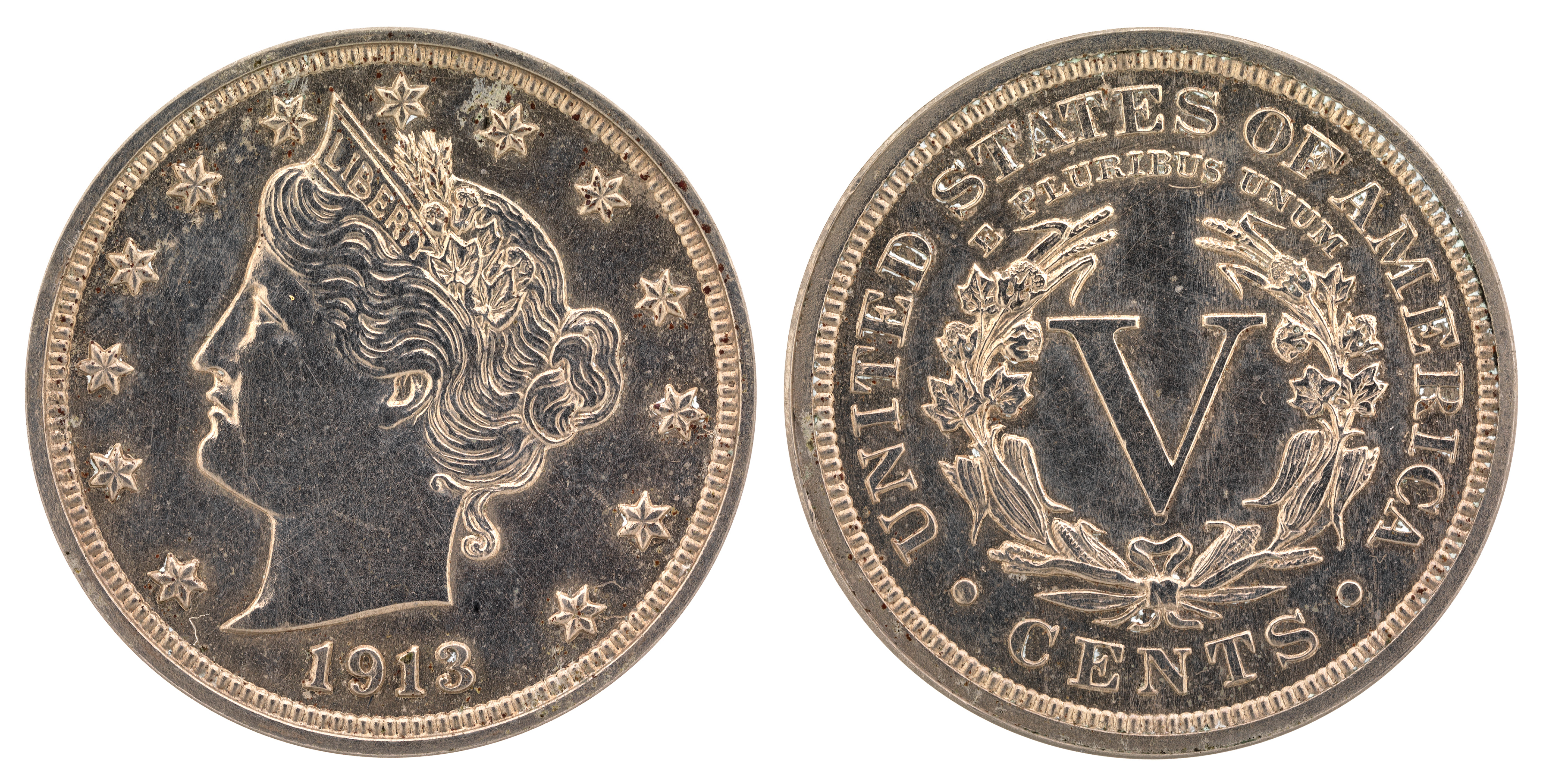
عملة نيكل عليها رأس الحرية عام 1913 (من المجموعة الوطنية للعملات المعدنية).

عملة النكل رأس الحرية 1913 هي عملة أمريكية من فئة خمسة سنتات أُنتجت بكميات محدودة للغاية دون ترخيص من دار سك العملة الأمريكية مما يجعلها واحدة من أكثر العملات النادرة شهرة والأكثر طلبًا في علم العملات الأمريكية. حيث أصبحت إحدى عينات العملة المعدنية بقيمة خمسة سنتات أول عملة تباع بأكثر من 100 ألف دولار أمريكي في عام 1972. كما أصبحت عينة أخرى أول عملة تباع بأكثر من مليون دولار أمريكي في عام 1996. بيعت عينة بمبلغ 3 ملايين دولار أمريكي في مزاد خاص عام 2004 ثم أُعيد بيعها بمبلغ 3.7 مليون دولار أمريكي في مزاد علني عام 2010.
ومن المعروف أن هناك خمسة أمثلة فقط موجودة: اثنتان وضعتا في مجموعات خاصة وثلاثة أخرى في المتاحف.

## الأصل
قدمت عملة النيكل ذات الرأس الهندي (الجاموس) في فبراير 1913 لتحل محل تصميم رأس الحرية. كانت هذه أول عمليات ضرب رسمية للعملات المعدنية من فئة النيكل في عام 1913 حيث لا توجد في السجلات الرسمية لدار سك العملة الأمريكية أي عملات معدنية من فئة النيكل تحمل شعار ليبرتي هيد أنتجت في ذلك العام. ومع ذلك في ديسمبر 1919 عرضت عملة معدنية من فئة خمسة سنتات من عام 1913 تحمل شعار ليبرتي هيد وهي عملة غير معروفة من قبل في اجتماع لنادي شيكاغو للعملات المعدنية. ثم في أغسطس 1920علم مجتمع علم العملات العام بوجود خمسة عملات معدنية من فئة خمسة سنتات تحمل صورة رأس الحرية تعود إلى عام 1913 وكلها مملوكة لصامويل براون، وهو عالم عملات حضر المؤتمر السنوي للجمعية الأمريكية لعلم العملات وعرض العملات المعدنية هناك. لقد عرض العملة المعدنية من فئة الخمسة سنتات في اجتماع نادي شيكاغو كما نشر إعلانًا في عدد ديسمبر 1919 من مجلة ذا نيومستمتس يطلب فيه معلومات عن هذه العملات ويعرض دفع 500 دولار أمريكي مقابل كل عملة ويشتريها ظاهريًا نتيجة لذلك. ومع ذلك كان براون موظفًا في دار سك العملة في عام 1913 وخلص العديد من مؤرخي العملات إلى أنه ربما يكون قد ضربها بنفسه (أو أمر بضربها) وأخذها من دار سك العملة. إذا كان هذا صحيحًا فلم يكن حدثًا فريدًا من نوعه فقد كانت مثل هذه الضربات السرية شائعة جدًا في القرن التاسع عشر وربما كانت الدولارات الفضية من الفئة الثانية والثالثة لعام 1804 هي المثال الأكثر شهرة. وقد شكك خبراء آخرون في علم العملات مثل كيو. ديفيد باورز في هذا السيناريو، وأشاروا إلى وجود عدة طرق يمكن من خلالها إنتاج هذه العملات بشكل شرعي، على سبيل المثال ربما أصدرت بشكل قانوني من قبل قسم الميداليات في دار سك العملة "لأغراض مجلس الوزراء" أو ربما سكت كقطع تجريبية في أواخر عام 1912 لاختبار قوالب العملات الجديدة في العام التالي. ولكن باورز لم يستبعد تماما نظرية سك العملة الخاصة.

## نَسَب العملة
في يناير 1924 باع صامويل براون كل العملات المعدنية الخمس ذات العملة المعدنية من فئة الخمسة سنتات والتي تحمل علامة ليبرتي هيد لعام 1913. ثم انتقلت المجموعة السليمة بين أيدي العديد من تجار العملات المعدنية الآخرين قبل أن يشتريها أخيرًا العقيد إي إتش آر جرين (ابن المستثمر الشهير في العصر الذهبي هيتي جرين) والذي احتفظ بها في مجموعته حتى وفاته في عام 1936. بيعت ممتلكاته بعد ذلك بالمزاد العلني واشترى اثنين من التجار العملات المعدنية الخمسة من فئة الخمسة سنتات والتي تحمل صورة رأس الحرية لعام 1913 هما إريك ب. نيومان وبي جي جونسون واللذين قاما بتفكيك المجموعة لأول مرة. حيث يبدو أن الشائعات اللاحقة حول وجود عينة سادسة مفقودة أو مخفية لا أساس لها من الصحة.

## عينة إلياسبيرج

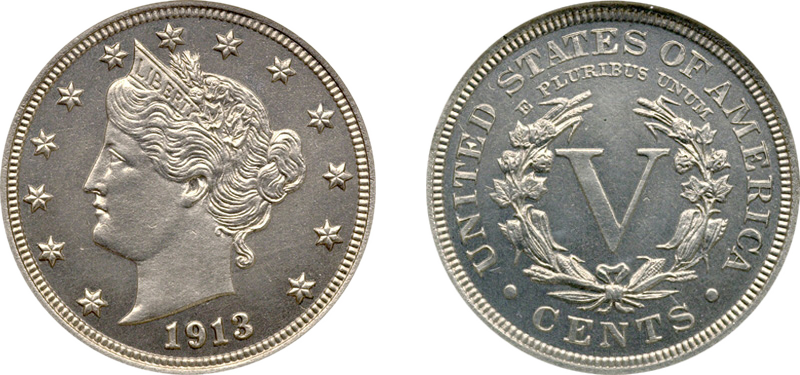
عينة إلياسبيرج هي أفضل عملة نيكل من فئة ليبتي هيد تعود لعام 1913.

من بين العملات المعدنية الخمسة ذات الخمسة سنتات والتي تحمل شعار رأس الحرية والتي صدرت عام 1913 اثنتان منها تحتويان على أسطح مقاومة للخدش، بينما أنتجت العملات الثلاث الأخرى باستخدام تقنيات الضرب القياسية. وعينة إلياسبيرج هي أفضل عملة نيكل من نوع ليبرتي هيد تعود لعام 1913 بدرجة 66 من خدمات التصنيف المهنية المختلفة بما في ذلك بيه سي جي أس وأن جي سي.
قام معرض العملات بشراء هذه العملة من نيومان وجونسون وهو وكالة بيع العملات التي باعتها بعد ذلك إلى جامع العملات الشهير لويس إلياسبيرج. وقد ظلت ضمن مجموعة إلياسبيرج الشاملة حتى بعد وفاته. في مايو 1996 بيعت في مزاد أجرته شركة باورز وميرينا إلى تاجر التحف النادرة جاي بارينو مقابل 1,485,000 دولار أمريكي: وهو أعلى سعر لعملة معدنية حتى تلك النقطة. وعندما عرضت للبيع بالمزاد مرة أخرى في مارس 2001 ارتفع السعر إلى 1,840,000 دولار أمريكي. وفي مايو 2005 اشترت شركة ليجند نيومسمتكس عينة إلياسبيرج مقابل 4,150,000 دولار أمريكي. أما في عام 2007 فقد بيعت إلى جامع غير معروف في كاليفورنيا مقابل 5 ملايين دولار أمريكي.

## عينة أولسن

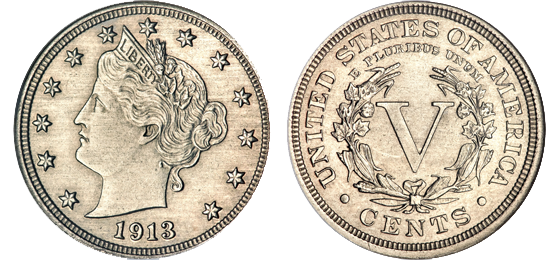
عملة أولسن النيكل ليبرتي 1913

في حين أن عينة إلياسبيرج هي الأفضل حفظًا من بين العملات الخمس فإن عينة أولسن هي على الأرجح الأكثر شهرة. صنفت على أنها بروف-64 من قبل كل من بيه سي جي أس وأن جي سي وعرضت في حلقة من برنامج هاواي فايف-أو ("ذا $100,000 نكل" التي بثت في 11 ديسمبر 1973). كما كانت مملوكة لفترة وجيزة للملك فاروق ملك مصر.
عندما قام نيومان وجونسون بتقسيم مجموعة العملات الخمس بيعت عينة أولسن أولاً إلى جيمس كيلي ثم إلى فريد أولسن. وقد باع الأخير العملة إلى فاروق لكن اسمه ظل مرتبطًا بها في الدوائر النقدية منذ ذلك الحين. في عام 1972 قام ببيعها لشركة وورلد وايد كوين إنفسمنت مقابل 100 ألف دولار أمريكي، مما ألهم ظهورها في برنامج هاواي 5 أوه في العام التالي. وقد تضاعف سعرها إلى 200 ألف دولار أميركي عندما أعيد بيعها إلى شركة سوبيريور غاليريز في عام 1978. وقد بيعت في عدة مناسبات منذ ذلك الحين حيث جلبت 3 ملايين دولار أمريكي في صفقة خاصة من جامع كاليفورنيا دوايت مانلي إلى بروس موريلان وشركة ليجند نوميسماتكس في يونيو 2004. كما باعت ليجند العملة المعدنية إلى بلانشارد وشركاه في عام 2005 الذين باعوها إلى جامع خاص ومؤخرًا مقابل 3,737,500 دولار أمريكي بواسطة هيريتيج أوكشنز في يناير 2010. لم يُكشف عن اسم المالك الأخير.

## عينة نورويب

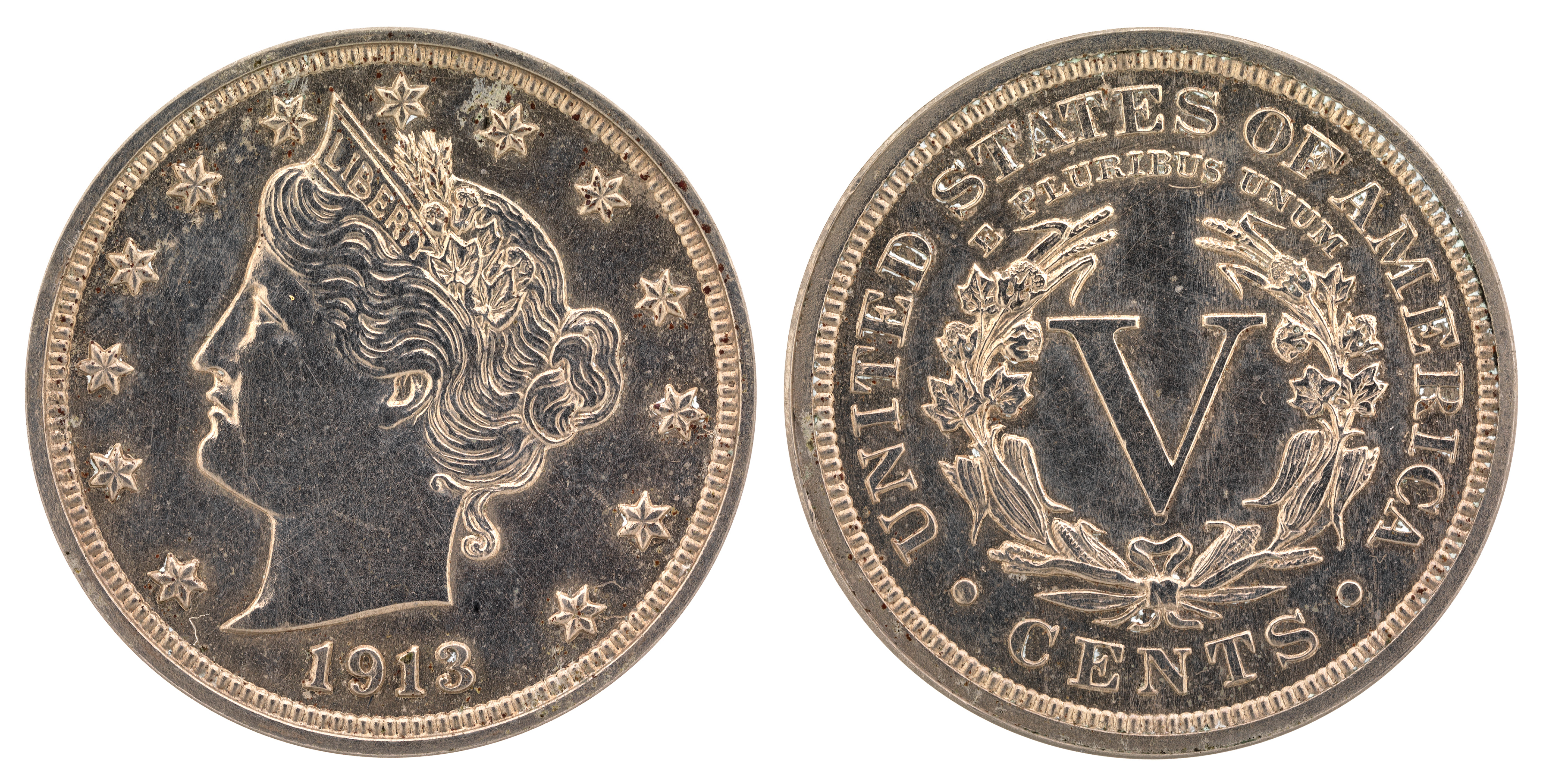
عينة نورويب 1913 عملة نيكل ذات رأس الحرية (من المجموعة الوطنية للعملات المعدنية).

عينة نورويب هي واحدة من عملتين معدنيتين من فئة خمسة سنتات تحمل صورة رأس الحرية تعود إلى عام 1913 وقد انتهى بهما المطاف في المتاحف. وهو معروض الآن في مؤسسة سميثسونيان.
قام نيومان وجونسون ببيع عينة نورويب إلى إف سي سي بويد الذي أعاد بيعها بعد ذلك إلى المعرض العملاتي (الذي تعامل مع العديد من العملات المعدنية على مر السنين). وفي عام 1949 اشتراها الملك فاروق لتحل محل عينة أولسن التي باعها. وظلت في مجموعة فاروق حتى عزله جمال عبد الناصر في عام 1952. وبعد عامين من ذلك باع النظام الجديد جميع ممتلكات فاروق بالمزاد العلني. واستعاد المعرض العملاتي حيازتها وباعها هذه المرة إلى السفير هنري نورويب وزوجته. ثم تبرع آل نورويبس بالعينة إلى المجموعة الوطنية للعملات المعدنية التابعة لمؤسسة سميثسونيان -حيث لا تزال موجودة- في عام 1978 للاحتفال بالذكرى الستين لزواجهما.

## عينة والتون
عينة والتون هي الأكثر مراوغة من بين العملات المعدنية الخمسة التي تحمل شعار رأس الحرية لعام 1913، حيث بيعت لأكثر من 40 عام ولسنوات عديدة، كما كان مكان وجودها غير معروف وكان يُعتقد أنها فقدت. قام جورج أو. والتون، الذي سميت العينة باسمه بشرائها من نيومان وجونسون في عام 1945 مقابل حوالي 3750 دولارًا أمريكيًا أي ما يعادل 65,497 دولارًا اليوم. في 9 مارس 1962 توفي والتون في حادث سيارة أثناء توجهه إلى معرض العملات المعدنية. وكان قد وعد منظمي المعرض بأنه سيعرض عملة الخمسة سنتات التي تحمل صورة رأس الحرية لعام 1913 هناك لذا فقد افترض أنها كانت من بين العملات المعدنية التي كانت بحوزته وقت وقوع الحادث المميت. وقد عُثر على عملات معدنية بقيمة 250 ألف دولار أمريكي في موقع التحطم بما في ذلك عملة النيكل ليبرتي الصادرة عام 1913 والتي كانت محمية في حامل مصنوع خصيصًا. وعندما عرض ورثة والتون عملاته المعدنية للبيع في مزاد علني في عام 1963 أعيدت إليهم العملة المعدنية من فئة الخمسة سنتات؛ لأن دار المزاد قررت عن طريق الخطأ أن العملة المعدنية ليست أصلية. ونتيجة لذلك ظلت العملة المعدنية في حوزة العائلة مخزنة في صندوق قوي على أرضية خزانة في منزل أخته لأكثر من 40 عامًا.
في يوليو 2003 قامت الجمعية الأمريكية لعلم العملات بتنظيم عرض للعينات الأربعة التي كان مكان وجودها معروفًا. كنوع من الدعاية وأطلق مستشار العلاقات العامة وحاكم إيه أن إيه السابق دون بيرلمان عملية بحث على مستوى البلاد عن العينة الخامسة المفقودة. وقد اتفق مع دار المزادات "باورز وميرينا" (التي كانت في ذلك الوقت قسمًا من شركة "كوليكيترز يونيفرس") على تقديم مبلغ مليون دولار أمريكي كحد أدنى لشراء العملة أو كضمان لإرسالها إلى أحد مزاداتها العامة. وبالإضافة إلى ذلك قاموا بتقديم مكافأة قدرها 10 آلاف دولار أميركي لمجرد السماح لممثلي باورز وميرينا بأن يكونوا أول من يرى العينة الخامسة المفقودة عند العثور عليها. وبعد أن علموا بالمكافأة أحضر ورثة والتون عملتهم المعدنية إلى مؤتمر الجمعية الأمريكية للعملات المعدنية في بالتيمور حيث قام خبراء التحقق من الأصالة من خدمة تصنيف العملات المعدنية الاحترافية بفحصها بالتفصيل وقارنوها بالعينات الأربع الأخرى المعروفة. في ذلك الوقت قاموا بتحديد أن عينة والتون كانت أصلية. وباع الورثة العملة المعدنية في مزاد علني في أبريل 2013 مقابل 3,172,500 دولار أمريكي، وهو مبلغ أعلى بكثير من القيمة المقدرة بـ 2,500,000 دولار أمريكي. حيث قام مشتري المزاد جيف جاريت (الرئيس السابق لجمعية إيه أن إيه) ومالك معارض العملات النادرة في أمريكا الوسطى في ليكسينجتون بولاية كنتاكي بالشراكة مع عالم العملات الموقر لاري لي بوضع العملة في متجر لي كوين آند بوليون ريسيرفس في مدينة بنما بولاية فلوريدا. وقد بقيت هناك معروضة لمدة خمس سنوات حتى يتمكن الزوار من مشاهدتها.
في يونيو 2018 باع جاريت ولي عملة والتون 1913 في صفقة خاصة -قيل إنها بلغت ما بين 3 و4 ملايين دولار- إلى مارتن بيرنز -وهو محام من لاس فيغاس- وشقيقه رون فيرمان من ميامي. كما قامت شركة بيه سي جي أس بإعادة التحقق من صحة العملة المعدنية وإغلاقها في حامل بيه سي جي أس سكيور الحالي الخاص بها. ثم قام الإخوة بعد ذلك بترتيب عودة عينة والتون إلى متحف إيه أن إيه حيث بقيت هناك منذ يوليو 2018.
في أكتوبر 2022 باعت عائلة فيرمان العملة المعدنية إلى شركة غريتكولكشن كوين أوكشنز مقابل 4,200,000 دولار أمريكي.

## عينة ماكديرموت
يحتفظ متحف النقود التابع للجمعية الأمريكية لعلم العملات في كولورادو سبرينجز بكولورادو بعينة ماكديرموت التي تتميز بأنها العملة المعدنية الوحيدة من فئة الخمس نجوم التي تحمل علامة ليبرتي هيد والتي تعود إلى عام 1913 والتي تحمل علامات التداول. حيث قام جونسون ونيومان ببيعها إلى جيمس كيلي الذي باعها بعد ذلك إلى جيه في ماكديرموت الذي انتهى اسمه ليصبح جزءًا من سلسلة العملة المعدنية. وكان يحمل العملة المعدنية معه في كثير من الأحيان ويظهرها أمام رعاة الحانة ويتباهى بندرتها وقيمتها الاستثنائية. فقدت العملة المعدنية بعضًا من بريقها الأصلي في هذه العملية وقام ماكديرموت في النهاية بحمايتها في حامل لمنع المزيد من التآكل. وبعد وفاته بيعت العملة في مزاد لأوبري بيبي في عام 1967 مقابل 46000 دولار أمريكي والذي تبرع بها مع زوجته إلى الجمعية الوطنية الأمريكية في عام 1989 حيث تعرض في متحف المال.

## في الثقافة الشعبية
عملة معدنية من فئة خمسة سنتات من عملة ليبرتي هد تعود لعام 1913 هي هدف مؤامرة سرقة من قبل الأعداء في الموسم السادس - الحلقة 14 - من المسلسل التلفزيوني هاواي فايف-أو (مسلسل تلفزيوني صدر عام 1968) بعنوان "النيكل بقيمة 100000 دولار".
كما ظهرت عملة معدنية من فئة خمسة سنتات تحمل شعار ليبرتي هيد عام 1913 في رواية بيرني رودنبار [الإنجليزية]"اللص الذي درس سبينوزا" بقلم لورانس بلوك.
تظهر أيضًا عملة معدنية مفقودة من فئة خمسة سنتات من عملة ليبرتي هيد تعود لعام 1913 بشكل بارز في حبكة كتاب اللصوص المختفين [الإنجليزية] الذي صدر عام 1981 لفرقة ذا هاردي بويز.

## قراءة إضافية
- بول مونتجومري، مارك بوركاردت، وراي نايت. عملة نيكل بمليون دولار: كشف أسرار عملة نيكل برأس الحرية لعام 1913 . إرفاين، كاليفورنيا: مطبعة زيروس، 2005
- مايكل ويسكوت مع كيندال كيك. عملة النيكل الأمريكية فئة الخمسة سنتات: التاريخ والتحليل التاريخي . وولفبورو، نيو هامبشاير: باورز وميرينا، 1991